# Estadio Hernando Siles
Estadio Hernando Siles – stadion piłkarski w La Paz w Boliwii. Największy w kraju kompleks sportowy o pojemności 42 000 miejsc siedzących. Jego nazwa pochodzi od nazwiska Hernána Silesa Zuazo, 31 prezydenta Boliwii (1926-30). Stadion położony jest w dzielnicy Miraflores w La Paz, na wysokości 3637 metrów n.p.m., co czyni go jednym z najwyżej położonych stadionów na świecie. Stadion został otwarty w 1931 roku meczem między The Strongest i Universitario, z wygraną The Strongest 4-1. Jest to stadion domowy trzech klubów piłkarskich ligi boliwijskiej, Club Bolívar, The Strongest i La Paz FC. Obiekt był jedną z aren Copa América w roku 1963 i 1997.